# Mary R. Dawson
Mary R. Dawson (Highland Park, 27 de fevereiro de 1931 – 29 de novembro de 2020), foi uma paleontóloga especialista em vertebrados, pesquisadora e curadora emérita da coleção de vertebrados do Museu Carnegie de História Natural, na Pensilvânia, de 1972 até sua aposentadoria, em 2003.
Pioneira da paleontologia polar, sua pesquisa focava em mamíferos fósseis, concentrando-se nas faunas do começo do Cenozoico e na evolução de roedores e coelhos.

## Biografia e carreira
Dawson cresceu em Michigane, desde criança, demonstrava interesse por animais. Esse interesse a levou a estudar medicina veterinária, depois trocando o curso para zoologia, obtendo sua graduação na Universidade Estadual de Michigan. ais tarde, recebeu uma Bolsa Fulbright para estudar na Universidade de Edimburgo, na Escócia, e depois retornou aos Estados Unidos, onde concluiu seu doutorado na Universidade do Kansas em 1958.
Em sua trajetória acadêmica, Dawson era a única mulher em sua área de especialização e nem sempre era bem recebida nos círculos de pesquisa. Seus colegas de curso não permitiam que ela participasse de suas equipes de campo:
| “ | Eles não queriam mulheres por perto, e eu procurei, procurei, até finalmente encontrar um grupo liderado por um sujeito que levava a esposa junto. Não é revoltante? Isso me irritava, mas a gente encontra maneiras de contornar esses inconvenientes. | ” |

Após receber seu doutorado, Dawson passou um tempo se deslocando por vários lugares. Trabalhou na Suíça como pós-doutoranda. Em seguida, retornou aos Estados Unidos e trabalhou brevemente no Smith College, em Massachusetts, depois no Museu Peabody de História Natural, em Connecticut, e, por fim, na Fundação Nacional da Ciência, em Washington, D.C..

## Pesquisa
A pesquisa de Dawson concentrou-se na evolução dos mamíferos, com foco especial nos roedores e lagomorfos do período Cenozoico. Ela também manteve um programa de pesquisa ativo na Ilha Ellesmere e em outros locais no alto Ártico, demonstrando que animais tropicais e subtropicais viviam dentro do Círculo Ártico durante os climas excepcionalmente quentes do Paleógeno.
Por meio desse trabalho, ela e seus colaboradores descobriram os primeiros fósseis de animais terrestres do Terciário que documentaram uma rota de migração entre a América do Norte e a Europa. Essa descoberta forneceu um suporte inicial para a teoria da tectônica de placas, que estava ganhando ampla aceitação nas décadas de 1960 e 1970. Em 2006, Dawson desafiou a classificação do rato-das-rochas do Laos, argumentando que ele pertence à família Diatomyidae, anteriormente considerada extinta há 11 milhões de anos.

## Prêmios e Honrarias
Em 1992, a Dawson tornou-se a primeira mulher norte-americana a receber a Medalha Romer-Simpson, concedida por conquistas ao longo da vida no campo da paleontologia de vertebrados. Este é considerado o maior reconhecimento da Sociedade de Paleontologia de Vertebrados. Além disso, ela foi apenas a segunda mulher a presidir a Sociedade, durante o período de 1973–1974.
A Sociedade de Paleontologia de Vertebrados criou o Mary R. Dawson Predoctoral Fellowship Grant em sua homenagem, uma bolsa que reconhece e apoia a excelência na pesquisa de estudantes de pós-graduação.